# Howard Payne
Andrew Howard Payne (ur. 17 kwietnia 1931 w Benoni, zm. 1 marca 1992 w Sheffield) – brytyjski lekkoatleta, specjalista rzutu młotem, czterokrotny medalista igrzysk Brytyjskiej Wspólnoty Narodów, trzykrotny olimpijczyk.
Początkowo (w 1958) reprezentował Rodezję Południową, a następnie Wielką Brytanię na igrzyskach olimpijskich i mistrzostwach Europy oraz Anglię na igrzyskach Brytyjskiej Wspólnoty Narodów.
Startując jako reprezentant Rodezji Południowej zajął 4. miejsce w rzucie młotem, 11. miejsce w pchnięciu kulą i 14. miejsce w rzucie dyskiem na  igrzyskach Imperium Brytyjskiego i Wspólnoty Brytyjskiej w 1958 w Cardiff.
Już jako reprezentant Anglii zwyciężył w konkursie rzutu młotem na igrzyskach Imperium Brytyjskiego i Wspólnoty Brytyjskiej w 1962 w Perth. Odpadł w kwalifikacjach tej konkurencji na igrzyskach olimpijskich w 1964 w Tokio. Ponownie zwyciężył w rzucie młotem na igrzyskach Imperium Brytyjskiego i Wspólnoty Brytyjskiej w 1966 w Kingston. Zajął 10. miejsce w tej konkurencji na igrzyskach olimpijskich w 1968 w Meksyku oraz 8. miejsce na mistrzostwach Europy w 1969 w Atenach.
Po raz trzeci zwyciężył w rzucie młotem na igrzyskach Brytyjskiej Wspólnoty Narodów w 1970 w Edynburgu. Odpadł w kwalifikacjach na mistrzostwach Europy w 1971 w Helsinkach i na igrzyskach olimpijskich w 1972 w Monachium zajął w tej konkurencji 18. miejsce. Zdobył srebrny medal na igrzyskach Brytyjskiej Wspólnoty Narodów w 1974 w Christchurch, przegrywając jedynie ze swym kolegą z reprezentacji Anglii Ianem Chipchase’em. Odpadł w kwalifikacjach na mistrzostwach Europy w 1974 w Rzymie.
Był mistrzem Wielkiej Brytanii (AAA) w rzucie młotem w latach 1964, 1969–1971 i 1973, wicemistrzem w 1961, 1962, 1966, 1967, 1972 i 1974 oraz brązowym medalistą w 1959, 1960, 1963 i 1965.
Siedmiokrotnie poprawiał rekord Wielkiej Brytanii w tej konkurencji do wyniku 69,24, uzyskanego 26 września 1970 w Solihull. Jego rekord życiowy wynosił 70,88 m, ustanowiony 29 czerwca 1974 w Warszawie.
Jego żoną była przez pewien czas Rosemary Payne, lekkoatletka specjalizująca się w rzucie dyskiem, olimpijka z 1972.